# Le terme
Le terme è un'indagine dell'investigatore privato Pepe Carvalho, celebre personaggio creato dalla penna di Manuel Vázquez Montalbán.

## Trama
Pepe Carvalho a causa dei suoi eccessi alimentari si trova ad affrontare un periodo di disintossicazione in un impianto termale nel sud della Spagna. "El balneario" è un istituto dietologico ed idroterapico gestito da una società svizzera che ha recuperato le antiche terme romane ed arabe sulle sponde del fiume Sangue. Intorno al padiglione in stile moresco si muove una clientela facoltosa e cosmopolita seguendo le diete draconiane sviluppate dallo scomparso Dott. Faber. 
Carvalho, nonostante le sue scarse risorse ed il suo smodato interesse per il cibo, si trova a vivere alcuni giorni in un luogo di benessere che improvvisamente si trasforma in un luogo di sterminio.